# Opsonització
L'opsonització per anticossos és el procés pel qual es marca a un agent patogen per la seva posterior ingestió i destrucció per un fagòcit. L'opsonització implica la unió d'una opsonina, en especial, un anticòs, a un receptor en la membrana cel·lular del patogen. Després de la unió de l'opsonina a la membrana, els fagòcits són atrets cap al patogen. La porció Fab de l'anticòs s'uneix a l'antigen, en tant que la porció Fc de l'anticòs s'uneix al receptor Fc del fagòcit, facilitant la fagocitosi. El complex receptor-opsina també pot crear altres productes com les proteïnes del sistema del complement C3b i C4b. Aquests components es dipositen en la superfície cel·lular del patogen i contribueix a la seva destrucció.
També es pot destruir la cèl·lula per un procés denominat citotoxicitat depenent de l'anticòs en el qual el patogen no necessita ser fagocitat per la seva destrucció. Durant aquest procés, el patogen és opsonitzat en unir-se un anticòs IgG. L'anticòs desencadena l'alliberació de productes de lisis de cèl·lules com els monòcits, neutròfils, eosinòfils i cèl·lules assassines naturals. Aquest procés pot provocar la inflamació dels teixits circumdants i malmetre les cèl·lules sanes.